# ЗИФ-31
ЗИФ-31 — 57-мм спаренная зенитная корабельная артустановка, состоявшая на вооружении ВМФ СССР. Создавалась в четырёх вариантах: ЗИФ-31, ЗИФ-31С, ЗИФ-31Б и ЗИФ-31БС.

## История

### Проектирование и первые испытания
Установка была спроектирована в ЦКБ-7. Качающаяся часть для неё с небольшими изменениями была взята от зенитного орудия СМ-24-ЗИФ1. Опытный образец был изготовлен заводом № 7 и к 30 ноября 1954 года прошёл все заводские и государственные полигонные испытания в объёме около 3000 выстрелов. Опытный образец установки ЗИФ-31Б (заводской № 102) был изготовлен заводом № 7 в 1954 году, а после контрольных полигонных испытаний в объёме около 600 выстрелов опытный образец был направлен и на корабельные испытания.

### Испытания ЗИФ-31Б
Государственные корабельные испытания ЗИФ-31Б проходили в два этапа: с 30 ноября по 31 декабря 1954 года и с 28 марта по 15 апреля 1955 года. Корабельные испытания были совмещены с государственными испытаниями головного корабля пр.561 водоналивного транспорта «Водолей №8». По результатам испытаний практическая скорострельность при очереди 45 выстрелов разнилась: у левого автомата она составляла 75 выстр/мин, а у правого автомата всего 53 выстрела в минуту. Время загрузки стеллажей (51 выстрел на автомат) двумя подносчиками из кранцев составляло 2 минуты 10 секунд. Для охлаждения стволам придавался угол вертикальной наводки в +15°, установка разворачивалась за борт. Цикл охлаждения водой составлял 1 мин. 36 сек, из них самохлаждение — 1 минута.

### Принятие на вооружение
Установка ЗИФ-31Б была принята на вооружение приказом главкома ВМС № 0068 от 28 февраля 1956 года. Производство установки продолжалось и в 1960-х годах. Согласно заключению комиссии для использования артустановки рекомендовалось следующее:
Использование ЗИФ-31Б на корабле пр.561 возможно при состоянии моря до 5 баллов. При стрельбе ночью сильное пламя. Принятый в 1957 году осколочно-трассирующий снаряд имеет время самоликвидации 13-17 с, что недостаточно, должно быть 20-22 с, чтобы обеспечить дальность стрельбы по воздушным целям до 7500-8000 м. Для стрельбы по морским целям надо ускорить разработку фугасного снаряда.

### Модификации
На вооружении ВМФ состояли три модификации установки: ЗИФ-31С, ЗИФ-31Б и ЗИФ-31БС. Они в основном различались наличием дистанционного управления и двигателями приводов вертикальной и горизонтальной наводки. Двигатели ЗИФ-31 и ЗиФ-31Б работали на переменном трёхфазном токе с напряжением 220 и 380 В, а у установок ЗИФ-31С и ЗИФ-31БС это напряжение при постоянном токе составляло 220 В. 
Установки ЗИФ-31 и ЗИФ-31С имели дистанционное управление от ПУС «Фут-Б», а ЗИФ-31Б и ЗИФ-31БС не имели дистанционного управления и вели огонь только по прицелу АМЗ-57-2.